# Olenecamptus porcellus
Olenecamptus porcellus är en skalbaggsart som beskrevs av Dillon 1948. Olenecamptus porcellus ingår i släktet Olenecamptus och familjen långhorningar. Inga underarter finns listade i Catalogue of Life.